# Attack of the Puppet People
Pour plus de détails, voir Fiche technique et Distribution.
Attack of the Puppet People est un film américain de science-fiction réalisé par Bert I. Gordon et sorti en 1958.

## Fiche technique
- Titre original : Attack of the Puppet People
- Réalisation : Bert I. Gordon
- Scénario : Bert I. Gordon
- Musique : Albert Glasser
- Production : Bert I. Gordon
- Pays d'origine :  États-Unis
- Langue originale : Anglais
- Genre : Science-fiction, horreur
- Durée : 79 minutes
- Date de sortie : 1958

## Distribution
- John Agar : Bob Westley
- June Kenney : Sally Reynolds
- John Hoyt : Mr. Franz
- Susan Gordon : Agnes